# Rollen Hans
Rollen Franklin Hans (Los Angeles, 13 aprile 1931 – Seattle, 30 agosto 2021) è stato un cestista statunitense, professionista nella NBA.